# Luis Cardei
Luis Cardei fue un cantor de tangos que nació en el barrio de Villa Urquiza de Buenos Aires, Argentina el 3 de julio de 1944 y falleció en la misma ciudad el 18 de junio de 2000 luego de una carrera profesional en la que se destacó por su peculiar estilo interpretativo.

## Primeros años
Era hijo de Catalina Fontanella y Luis Eduardo Cardei, tenía una salud muy frágil pues padecía hemofilia, que le fue detectada a los 8 años, sufrió varias operaciones al punto que algunos años no pudo caminar y, finalmente quedó con una renguera. Los espacios naturales del niño –fútbol, juegos en el barrio- que su salud le vedaba los llenó escuchando mucha radio, en especial tangos: conocía todos los repertorios e imitaba a todos los cantores. Pese a esos problemas tenía un carácter animoso y, estimulado por sus amigos, se presentó en muchos concursos de tango de los barrios de Chacarita, La Paternal y Villa Urquiza en los que recibió aplausos pero nunca ganó. Tuvo distintos trabajos, desde levantar quiniela –que hizo durante más de diez años- hasta vendedor en tanto en paralelo seguía con el tango. 

## Carrera profesional
Con su amigo bandoneonista Antonio Pisano cantaba, con pobre retribución, en cabarés de barrio y, más adelante, en locales gastronómicos como La guitarrita y El rincón de los artistas, de Villa del Parque y, finalmente, en "La esquina de Arturito", una cantina de Parque Patricios donde lo hizo  durante 13 años, hasta que en 1994 fue descubierto y dio un salto a la popularidad cuando los dueños del Foro Gandhi y El Club del Vino le propusieron cantar para otros públicos. Tenía 50 años de vida y tango.
A partir de allí, y en solo 6 años, grabó tres discos, tuvo numeroso público que incluía a intelectuales y famosos. En el curso de un largo artículo dedicado al fenómeno que estaba encarnando el cantor en el corazón de la “bohemia de tango en Buenos Aires”,  fue llamado Le boiteux fascinant "el rengo fascinante" por la publicación francesa Le Monde. En 1997, cuando ya había grabado dos discos, el director Pino Solanas lo llamó para cantar en su película "La nube".

## Fallecimiento
Durante su vida Cardei debió recibir numerosas transfusiones de sangre en razón de su hemofilia; a raíz de una de ellas contrajo una hepatitis C que provocó su fallecimiento el 8 de junio de 2000. Se había casado y tenía un hijo, Alfredo, nacido en 1975.